# Vlag van Zandhoven
De vlag van Zandhoven werd door de gemeenteraad op 11 september 1986 officieel vastgesteld als de gemeentelijke vlag van de Antwerpse gemeente Zandhoven. Op 4 november 1986 werd hij door het Bestuur van Vlaanderen bevestigd en uiteindelijk gepubliceerd op 3 december 1987 in het officiële Belgisch Staatsblad.
Officieel wordt de vlag beschreven als:
Gevierendeeld 1. blauw 2. en 3. wit 4. rood
Het ontwerp en de kleuren van de vlag zijn afkomstig uit het gemeentewapen.

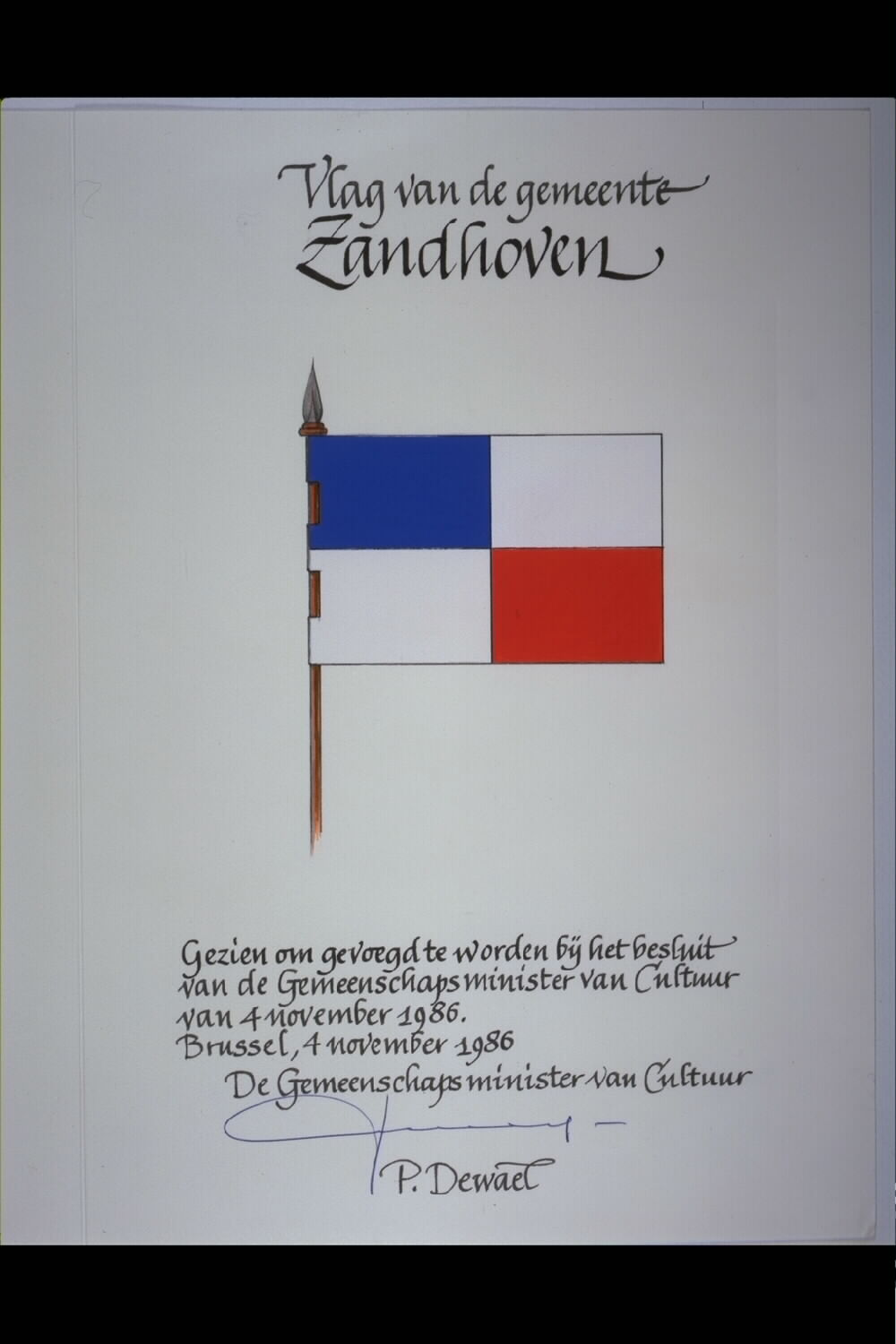
Ontwerp vlag getekend door Patrick Dewael